# 고마로브집게벌레
고마로브집게벌레는 집게벌레목, 집게벌레과에 속하는 곤충이다. 한국산 집게벌레 중에서 흔하게 볼 수 있는 종이다. 성충의 몸길이는 보통 15~20mm정도이다. 몸은 흑갈색이고 집게는 활처럼 길게 휘며 작은 돌기가 있다. 앞날개는 적갈색이며 뒷날개는 펼치면 무늬가 있다. 알은 땅속의 굴 안에서 낳는다. 봄에서 가을에 걸쳐 자주 출현한다. 동아시아에 널리 분포한다.